# Інфрачервона техніка
Інфрачервона техніка - галузь прикладної фізики і техніки, що включає розробку і вживання в наукових дослідженнях, на виробництві і у військовій справі приладів, дія яких заснована на використанні інфрачервоного випромінювання і його фізичних властивостей.
До інфрачервоної техніки відносяться: прилади для виявлення і виміру інфрачервоного випромінювання (див. Приймачі випромінювання), прилади для спостереження (див. Відікони, Електроннооптичні перетворювачі ) і фотографування в темряві (див. Інфрачервона фотографія), прилади для дистанційного виміру температури нагрітих тіл за їхнім тепловим випромінюванням (див. Пірометри ), прилади для прихованої сигналізації, земного і космічного зв'язку, інфрачервоні приціли, далекоміри, прилади для виявлення наземних, морських і повітряних цілей за їхнім власним тепловим інфрачервоним випромінюванням (теплопеленгатори, прилади нічного бачення), пристрої для самонаведення на ціль снарядів і ракет. 
У ширшому розумінні до інфрачервоної техніки можна також віднести розробку і створення приймачів і джерел інфрачервоного випромінювання (включаючи створення оптичних квантових генераторів інфрачервоного діапазону), розробку світлофільтрів для виділення інфрачервоного випромінювання, матеріалів, прозорих в інфрачервоної області спектру, створення приладів для здобуття інфрачервоних спектрів поглинання і випускання (див. Інфрачервона спектроскопія ) і ін.

## Інфрачервона плівка
При проходженні струму через провідник - за законом Джоуля-Ленца, з нього починає виділятися тепло.